# P(h)antomfest
P(h)antomfest je međunarodni festival pantomime. Pokrenut je sa ciljem da se promoviše pantomima, kao vid pozorišne umetnosti, kao i da se kroz umetnost pantomime izbrišu razlike između gluvih i čujućih ljudi. Održava se u Vranju od 2012. godine. Osnivač festivala je Međuopštinskа orgаnizаciја gluvih i nаgluvih Vrаnje.
Međuopštinskа orgаnizаciја gluvih i nаgluvih Vrаnje je od Svetske organizacije pantomimičara 2023. godine dobila nagradu - Pohvalnicu za  organizaciju Međunarodnog festivala pantomime P(h)antomfest.

## Program festivala

### 2024. godina
Održan 1. decembra 2024. godine
- Kratki rezovi (Srbija) - igraju članovi Međuopštinske orgаnizаcije gluvih i nаgluvih Vrаnje
- Fizičke iluzije (Kanada) - igra: Trevor Kop

### 2023. godina
Održan 13 - 14- decembra 2023. godine
- Omaž (Srbija) - igraju članovi Međuopštinske orgаnizаcije gluvih i nаgluvih Vrаnje (veče posvećeno Trajčetu Gjorgievu)
- Déjà vu (Nemačka) - igraju: Aleksander Neander i Volfram fon Bodeker

### 2022. godina
Održan 07 - 09- decembra 2022. godine - jubilarno deseto izdanje
- Tihi Gambit (Srbija) - režija: Trajče Gjorgiev, igraju članovi Međuopštinske orgаnizаcije gluvih i nаgluvih Vrаnje
- Homo Americanus (Rumunija) - igra: Paul Čimpojeru
- Muškarci su drugačiji, žene još više (Švajcarska) - igra: Damir Dantes[3]

### 2021. godina
Održano je online izdanje festivala zbog pandemije virusa "Covid-19"

### 2020. godina
Festival nije održan zbog pandemije virusa "Covid-19"

### 2019. godina
Održan 09. decembra 2019. godine
- Plejade (Srbija) - režija: Trajče Gjorgiev, igraju članovi Međuopštinske orgаnizаcije gluvih i nаgluvih Vrаnje
- Skoplje '63 (Severna Makedonija) - igra: Meto Janakievski
- Muškarci su drugačiji, žene još više (Švajcarska) - igra: Damir Dantes[3]

### 2018. godina
Održan 07 - 08. decembra 2018. godine
- Odluke (Srbija) - režija: Trajče Gjorgiev, igraju članovi Međuopštinske orgаnizаcije gluvih i nаgluvih Vrаnje
- Krug života (Bugarska) - igra: Filip Dončev
- Postovo komično pozorište (SAD) - igra: Robert Post[4]

### 2017. godina
Održan 22 - 23. septembra 2017. godine
- Prva suza (Srbija) - Prema pripoveci Bore Stankovića, režija: Trajče Gjorgiev, igraju članovi Međuopštinske orgаnizаcije gluvih i nаgluvih Vrаnje
- Van mesta (Francuska) - igra: Gerasim Dišlijev
- Više od reči (SAD) - igra: Bil Bauers[5]

### 2016. godina
Održan 24 - 25. juna 2016. godine
- Hamlet (Srbija) - Prema drami Vilijama Šekspira, režija: Trajče Gjorgiev, igraju članovi Međuopštinske orgаnizаcije gluvih i nаgluvih Vrаnje
- Homo Americanus (Rumunija) - igra: Paul Čimpojeru
- Glasnije od reči (SAD) - igra: Greg Goldston[6]

### 2015. godina
Održan 26 - 27. juna 2015. godine
- Zamišljeni svet (Srbija) - režija: Trajče Gjorgiev, igraju članovi Međuopštinske orgаnizаcije gluvih i nаgluvih Vrаnje
- Karakteri (Bugarska) - igra: Aleksandar Ilijev
- Osnovni pokreti (SAD) - igraju: Rik Vejmer i Lori Held[7]

### 2014. godina
Održan 27 - 28. juna 2014. godine
- Igra (Srbija) - režija: Trajče Gjorgiev, igraju članovi Međuopštinske orgаnizаcije gluvih i nаgluvih Vrаnje
- Šta bi bilo kad bi bilo“ (Rumunija) - igra: Stefan Ruksanda
- Život u njenom danu (SAD) - igra: Hilari Čeplejn[8]

### 2013. godina
Održan 28 - 29. juna 2013. godine
- Omnibus plus (Srbija) - igraju članovi Međuopštinske orgаnizаcije gluvih i nаgluvih Vrаnje[8]
- Nas dvoje (Rumunija) - igraj: Ana Pepine i Paul Čimpojeru
- Noć/Romeo I Julija (Srbija) - igraju članovi Međuopštinske orgаnizаcije gluvih i nаgluvih Vrаnje
- Izuzeci od gravitacije (SAD) - igra: Avner Ajzenberg[9]

### 2012. godina
Održan 30. juna 2012. godine
- Ljubav (Srbija) - režija: Trajče Gjorgiev, igraju članovi Međuopštinske orgаnizаcije gluvih i nаgluvih Vrаnje[8]
- Čovek (Makedonija); režija: Trajče Gjorgiev, igra: Trajče Gjorgiev
- Monolog sa koferom (Francuska) - režija: Konstantino Raimondi, igra: Gerasim Dišliev[10]

## Spoljašnje veze
- „PRVA SUZA Najdirljiva ljubavna priča Bore Stankovića u izvođenju gluvih i nagluvih glumaca”. Blic (On-line). 1. 9. 2017. Приступљено 22. 3. 2018.
- „Poznati američki pantomimičari premijerno na P(h)antomfestu u Vranju”. JuGmedia. Приступљено 22. 3. 2018.
- „Čuveni američki pantomimičar Greg Goldston na P(h)antomfestu u Vranju”. Glossy. 16. 6. 2016. Архивирано из оригинала 23. 03. 2018. г. Приступљено 22. 3. 2018.